# Neoconocephalus nigrosignatus
Neoconocephalus nigrosignatus är en insektsart som först beskrevs av Heinrich Hugo Karny 1907.  Neoconocephalus nigrosignatus ingår i släktet Neoconocephalus och familjen vårtbitare. Inga underarter finns listade i Catalogue of Life.